# Noel Mills
Pour les articles homonymes, voir Mills.
Noel Edward Mills, né le 13 janvier 1944 à Auckland et mort le 8 décembre 2004, est un rameur d'aviron néo-zélandais.

## Palmarès

### Jeux olympiques
- 1972 à Munich
  -  Médaille d'argent en quatre sans barreur

### Championnats du monde
- 1978 à Karapiro
  -  Médaille de bronze en huit